# کریگ جانسون
کریگ جانسون (انگلیسی: Craig Johnson) یک کارگردان فیلم، و فیلم‌نامه‌نویس اهل ایالات متحده آمریکا است.

## فیلمشناسی
- نوجوانان واقعی (۲۰۰۹)
- دوقلوهای اسکلت (۲۰۱۴)
- ویلسون (۲۰۱۷)
- الکس استرینج‌لاو (۲۰۱۸)
- فرزندپروری (۲۰۲۴)